# Парламентські вибори в Киргизстані 2020
Парламентські вибори відбулися в Киргизстані 4 жовтня 2020 р. Згідно офіційних результатів, провладні партії отримали максимальну кількість місць. Згодом результати виборів було анульовано Центральною виборчою комісією на фоні протестів 2020 року.

## Передумови
Через партійну боротьбу між прихильниками президента Сооронбая Жеенбеков і колишнього президента Алмазбека Атамбаєва, керівна Соціал-демократична партія Киргизстану не брала участь у виборах. Партія Ата-Журт, яка раніше відділилася зі партії «Республіка», уклала партнерські відносини з партією «Моя батьківщина Киргизстан», і обидві партії балотувалися під назвою останньої. Соціалістична партія Ата Мекен вступила до коаліції «Нове дихання» з Ліберально-демократичною партією, Молодіжною асоціацією «Нове дихання» та Асоціацією «Зелений союз Киргизстану».
Вибори відбулись під час пандемії COVID-19.

## Виборча система
120 місць у Парламенті обираються за пропорційною системою в одному загальнодержавному окрузі. Щоб здобути мандати, партії повинні пройти поріг у 7 % голосів і набрати щонайменше 0,7 % голосів у кожному з семи регіонів. Жодна партія не може мати більше ніж 65 місць. Партійні списки повинні мати принаймні 30 % кандидатів кожної статі, а кожен четвертий кандидат повинен був бути іншої статі. У кожному списку також повинно бути принаймні 15 % кандидатів від етнічних меншин та 15 % молодше 35 років, а також принаймні два кандидати з обмеженими можливостями.

## Передумови
Кілька опозиційних партій закликали уряд перенести вибори через пандемію COVID-19 до періоду передвиборчої кампанії у вересні.
Під час виборів кілька партій звинуватили у купівлі голосів. Кілька журналістів також повідомили, що їх переслідували. Також були піддані критиці витрати, пов'язані з поданням заявок на участь у виборах та передвиборчою агітацією, при цьому критики заявили, що менші партії без зв'язків з олігархами не можуть собі дозволити брати участь у виборах.

## Попередні результати
Кілька інших партій не змогли подолати межі 7 %, включаючи Ата Мекен, що була представлена у кожному зібранні парламенту з часу Киргизстанської революції 2010 року.
Серед партій, які увійшли до парламенту, лише Об'єднаний Киргизстан послідовно виступає проти чинного уряду на чолі з президентом Єенбековим.

## Наслідки
Ата Мекен і соціал-демократи заперечували результати і влаштовували протест у Бішкеку. Ще одна партія також опротестувала результати. Близько 4000 людей приєднались до акції протесту, менші акції відбулися в двох інших містах. Близько 16 людей отримали поранення, коли поліція намагалася розігнати натовп. Загалом 12 партій також підписали документ, в якому закликають уряд скасувати вибори внаслідок порушення та провести нові. Одній партії, яка протестувала в Бішкеку, вдалося звільнити експрезидента Алзамбека Атамбаєва з СІЗО, де він з червня відбував покарання терміном 11 років і два місяці за звинуваченням у корупції. Протестувальники зайняли будівлю парламенту й адміністрації президента. Протести тривали протягом усього дня, одна людина загинула та близько 590 людей були поранені.
Після продовження акцій протесту Центральний виборчий комітет анулював результати виборів. Прем'єр-міністр Кубатбек Боронов і спікер парламенту Дастан Джумабеков 6 жовтня подали у відставку. Парламент призначив в.о. прем'єр-міністра опозиційного діяча Садира Жапарова. До призначення Жапаров відбував 11-річний тюремний термін за звинуваченням у взятті урядовця в заручники. Мери Бішкеку та Оша, а також губернатори Наринської, Таласької та Іссик-Кульської областей також подали у відставку. Група з 13 опозиційних партій заявила, що вони створили Координаційну раду, яка братиме на себе відповідальність за формулювання ідей для пошуку вирішень ситуації.